# René Jacques Henri Delaporte
Pour les articles homonymes, voir Delaporte.
René Jacques Henri Delaporte, né à Bazoches-les-Gallerandes le 17 juin 1776, mort à Orléans le 21 janvier 1848, est un général d’Empire français.

## Biographie
Il est le fils de Joseph Delaporte (1747-1784) et Marie François Lamoureux (1750-1784), fille de Jean Lamoureux et de Françoise Rousseau (1716-1785).
Il s'engagea à l'âge de 16 ans dans le 2e bataillon des volontaires du Loiret, d'où il passa dans le 14e dragons. En l'an V, il fut incorporé dans les Guides à cheval de l'armée d'Italie. En l'an VII, et au retour d'Égypte, il entra dans les grenadiers à cheval de la garde consulaire, assista à la bataille de Marengo comme sous-lieutenant porte-étendard, et fut nommé lieutenant, puis capitaine sur le champ de bataille.
À Eylau, où il se distingua, il fut grièvement blessé. Après avoir fait la première campagne d'Espagne en 1808 et celle d'Allemagne en 1809, il fit la campagne de Russie où il gagna les grades de chef d'escadron et de lieutenant-colonel.
Le 28 septembre 1813, il fut blessé à bataille d'Altenbourg (en) de huit coups de sabre et fait prisonnier mais, peu après, il fut dégagé par ses grenadiers.
Delaporte fut de nouveau blessé à la bataille de Craonne à la tête du 2e régiment des grenadiers de la Garde. L'Empereur le créa baron ; décoré de la Légion d'honneur depuis 1804, il avait eu la croix d'officier le 14 avril 1810.
À Waterloo, il combattit au milieu de ce bataillon sacré qui mourait et ne se rendait pas. Il y reçut quatre blessures.
Il ne fit aucun service pendant la Restauration. En 1843, il fut nommé maire de la commune de Saran.
En 1830, il fut nommé colonel du 11e dragons et commandeur de la Légion d'honneur.
En 1836, il obtint le grade de maréchal de camp et le commandement du département de la Nièvre.
Il était chevalier de Saint-Louis depuis 1814.